# Площа Ушакова (Севастополь)
Площа Ушакова — площа в Ленінському районі Севастополя, одна з найстаріших площ міста. Входить до центрального кільця Севастополя.
Зі східного боку споруджений оглядовий майданчик з видом на Південну бухту, Корабельну сторону з Зеленою та Воронцовою гірками, які розділені Лабораторною балкою, Лазарєвські казарми.

## Історія
Площа виникла в XVIII столітті, довгий час була міською околицею. Спочатку вона називалася Фонтанною, так як до неї підходив водопровід і працював фонтан, з якого жителі брали воду. Після побудови у 1842 році театру, площу стали називати Театральною. У 1886 році їй присвоїли ім'я героя першої оборони Ф. М. Новосільского, в 1921 році перейменували в площу Комуни, а в 1954 році дали її нинішнє ім'я.
1908 року на площі зведена будівля цирку Труцці (демонтована 1921), 1911 року завершено будівництво римо-католицького костелу, а у 1954 — Матроського клубу, який став архітектурною домінантою площі.
29 червня 1983 року на площі був встановлений бюст адмірала Ушакова (скульптор Станіслав Чиж, архітектори Георгій Кузьминський і Олександр Гладков).

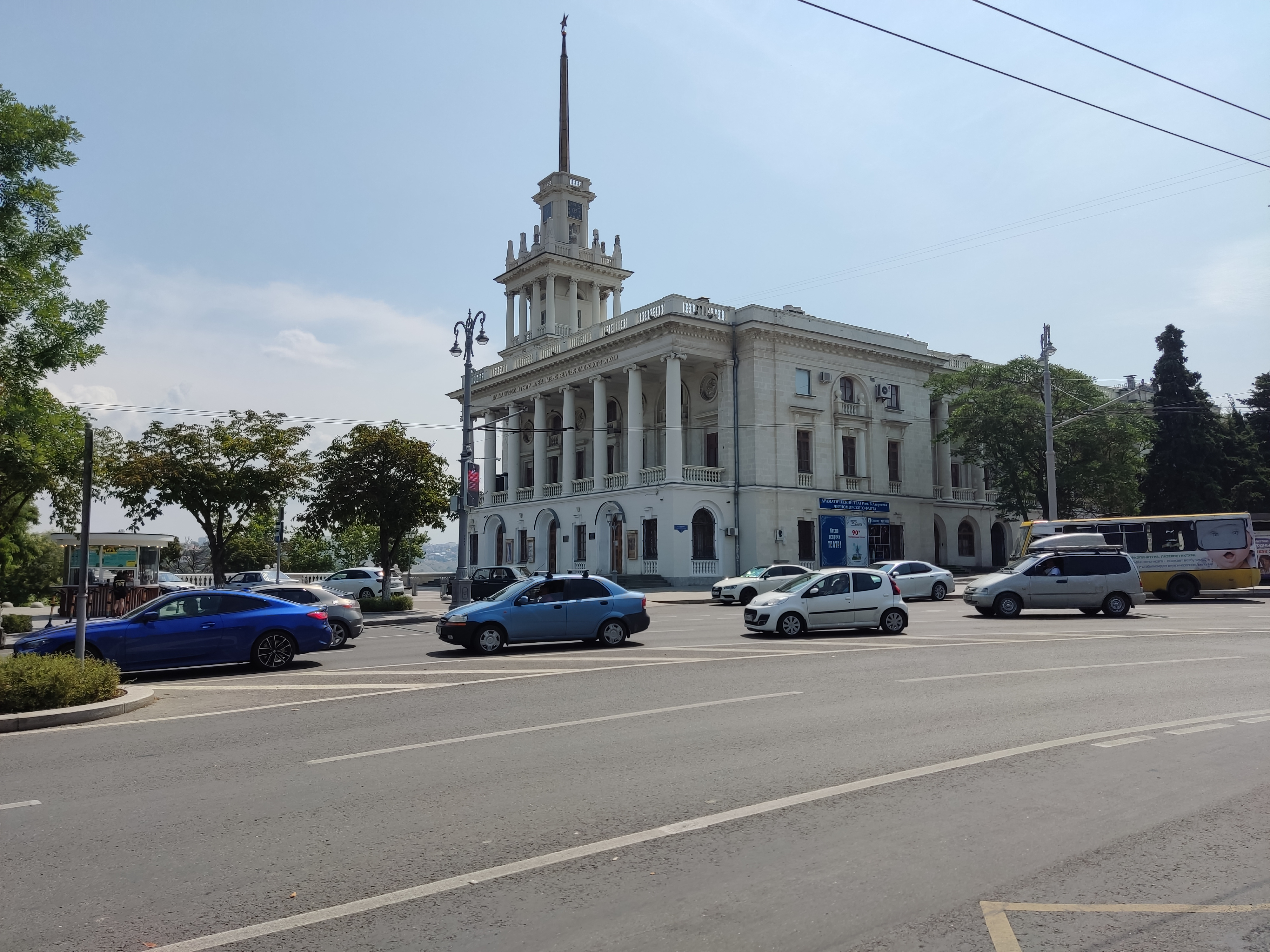
Матроський клуб
Погруддя Ушакова